# 信豊県
信豊県（しんほう-けん）は中華人民共和国江西省贛州市に位置する県。

## 行政区画
- 鎮:嘉定鎮、大塘埠鎮、古陂鎮、大橋鎮、新田鎮、安西鎮、小江鎮、鉄石口鎮、大阿鎮、油山鎮、小河鎮、西牛鎮、正平鎮
- 郷:虎山郷、崇仙郷、万隆郷

## 交通

### 鉄道
- 中国国家鉄路集団
  - 贛深旅客専用線（中国語版）
    - 信豊西駅

  - 京九線
    - 信豊駅

### 道路
- 高速道路
  - 大広高速道路
  - S80 尋信高速道路
- 国道
  - G105国道